# پایگاه آب‌نشین تاوارس
پایگاه آب‌نشین تاوارس (به انگلیسی: Tavares Seaplane Base) یک فرودگاه همگانی است که یک باند فرود آب دارد و طول باند آن ۹۱۴ متر است. این فرودگاه در کشور ایالات متحده آمریکا قرار دارد و در ارتفاع ۱۹ متری از سطح دریا واقع شده‌است.